# 宗教社会学
宗教社会学（しゅうきょうしゃかいがく、英語: sociology of religion）とは、宗教学及び社会学の研究分野の一つ。方法論としては、宗教学的な立場から社会を読み解く「宗教学的宗教社会学」と、社会学者が宗教を理論的に解明しようとする「社会学的宗教社会学」の二つがある（しかし、海外にはこれに相当する区分けがあまり見られないとする見方もある）。
初期の宗教社会学ではマックス・ウェーバーとエミール・デュルケームの業績が上げられる。ウェーバーは「呪術からの解放」という観点から宗教を論じ続け、『宗教社会学論集』をものした。デュルケームは『宗教社会の原初形態』でトーテミズムなど、未開社会の宗教を論じたほか、『社会分業論』『自殺論』でも宗教に触れている。
また、H・リチャード・ニーバーは世界の多様な宗教共同体を、国教会や公認教会のような特権的な教会「チャーチ」、反抗的で非主流の教会や分派「セクト」、規模の大小を問わずその特徴を維持しつつ寛容で成熟した宗教集団「デノミネーション」に類型化し、組織化された宗教集団の社会学的意味を分析した。ニーバーのモデルは以後の社会学的宗教社会学の中心的概念となっている。
社会学的宗教社会学での集団論では、宗教集団は目的の意識的共有によって結合された機能的・合理主義的組織として捉えられるが、宗教学的宗教社会学は、他の社会集団とを区別する教団特有の「聖なるもの」との成員の関わり方から、人間にとっての共同体の意味を問う。宗教学的宗教社会学の先駆的な研究として、ヨアヒム・ワッハの『Sociology of Religion』や、ヨセフ・北川三夫の『Religions of the East』などがある。
現代の実証では、新宗教を対象とした島薗進の一連の研究がある。

## 宗教社会学を学ぶにあたり、注意点
井上順考編『宗教社会学を学ぶ人のために』（世界思想社、2016年）の第8章「宗教情報リテラシー」で、wikipediaの「新宗教」「回心」という項目に不正確・不適切な記述があることを指摘している。